# Parepione subochrea
Parepione subochrea là một loài bướm đêm trong họ Geometridae.